# Nawapol Rodkeal
Nawapol Rodkeal (thailändisch นวพล รอดเขียว; * 19. Mai 2002) ist ein thailändischer Fußballspieler.

## Karriere
Nawapol Rodkeal erlernte das Fußballspielen in der Jugendmannschaft von Pattaya United im Seebad Pattaya. Seinen ersten Vertrag unterschrieb er 2019 beim Samut Prakan City FC. Der Verein aus Samut Prakan spielte in der ersten Liga des Landes, der Thai League. Sein Profidebüt gab er am 21. Februar 2021 im Heimspiel gegen den PT Prachuap FC. Hier wurde er in der 86. Minute für Peeradon Chamratsamee eingewechselt. Bei Samut stand er bis Ende 2021 unter Vertrag. Dann schloss Rodkeal sich erst dem Amateurverein DX Football Club aus Bangkok an und von dort ging er im Juni 2022 weiter zum Drittligisten Songkhla FC. Mit dem Verein aus Songkla spielte er einmal in der Southern Region der Liga. Am Ende der Saison feierte er mit dem Verein die Meisterschaft der Region. In den Aufstiegsspielen konnte man sich jedoch nicht durchsetzen. Im Sommer 2023 wurde sein Vertrag nicht verlängert. Im August 2024 nahm ihn der Zweitligaabsteiger Krabi FC unter Vertrag. Mit dem Verein spielte er sechsmal in der Southern Region der Liga. Nach der Hinrunde 2024/25 wurde sein Vertrag im Dezember 2024 nicht verlängert.
Songkhla FC
- Thai League 3 – South: 2022/23